# WASP-17b
WASP-17b is een exoplaneet in het sterrenbeeld Schorpioen. De planeet draait om de ster WASP-17. De ontdekking werd bekendgemaakt op 11 augustus 2009. Het is de eerste ontdekte exoplaneet met vermoedelijk een retrograde baan. WASP-17b heeft de op een na grootste diameter van alle tot nu toe bekende exoplaneten, en met de helft van de massa van Jupiter is het de minst dichte planeet.

## Ontdekking
Een team van onderzoekers, onder leiding van David Anderson, van de Keele Universiteit in Staffordshire, Engeland, ontdekten de gasreus, die ongeveer 1000 lichtjaar van ons vandaan ligt. De planeet werd gevonden door de overgang van de planeet. Met deze techniek kan ook de grootte van de exoplaneet worden geschat. De ontdekking werd gemaakt met een telescoop van de SAAO (South African Astronomical Observatory). 
Astronomen van het Observatorium van Geneva konden de roodverschuivingen en blauwverschuivingen van de ster gebruiken om de massa en de excentriciteit van de exoplaneet te schatten.

## Grootte
Met een straal van bijna twee keer die van Jupiter is het de op een na grootste bekende planeet na HD 100546 b. De planeet heeft een dichtheid van tussen de 0,06 en 0,10 gram per kubieke centimeter (Jupiter heeft een dichtheid van 1,326 g/cm3 en de Aarde een dichtheid van 5,516 g/cm3). Deze lage dichtheid is waarschijnlijk veroorzaakt door een combinatie van een hoge excentriciteit en zijn kleine afstand tot zijn ster (minder dan een zevende van de afstand tussen de Zon en Mercurius). Dit zorgt voor opwarming door wrijving (hetzelfde gebeurt ook bij de maan Io).

## Omloopbaan
WASP-17b heeft waarschijnlijk een retrograde baan. Als de planeet wordt bevestigd, dan is het de eerste exoplaneet met een retrograde baan. Deze baan kon worden gevonden door het Rossiter-McLaughlin effect. Men weet nog niet hoe het komt dat deze planeet de andere kant op draait. Een van de theorieën is een zwaartekrachtsslinger door een andere planeet die te dichtbij kwam.